# Correio Serrano
Correio Serrano foi um jornal brasileiro editado em Ijuí de propriedade de Robert Löw.
Precedido pelo Die Serra-Post, em idioma alemão, jornal este que foi proibido de publicar com a entrada do Brasil na Primeira Guerra Mundial. Em seu lugar foi criado por Júlia Löw, esposa de Robert Löw, e Richard Becker, o Correio Serrano, em português. Não tinha um linha política ou religiosa definida, alcançando diversos públicos e expandindo pelo interior do Rio Grande do Sul e Santa Catarina, atingindo uma tiragem de 12 mil exemplares em 1930. Circulou de 5 de novembro de 1917 até 31 de dezembro de 1988, sendo o principal diário de Ijuí neste período.
A exemplo do Serra-Post, publicava anualmente um Almanaque para seus assinantes com dicas diversas de saúde, agricultura e economia.
Um coleção com seus exemplares se encontra no Museu Antropológico Diretor Pestana, em Ijuí.